# Deutsche Marine
Deutsche Marine er siden 1990 den tyske marines officielle navn. Deutsche Marine er den sømilitære gren af Bundeswehr og bygger videre på Kaiserliche Marine (1871-1918), Reichsmarine (1919-1935), Kriegsmarine (1935-1945), Bundesmarine (uofficielt navn 1955-1990) og Volksmarine (østtysk 1956-1990).

## Historie
Fra 1945 til 1956, var den tyske minestrygningsadministration, der hovedsagligt bestod af folk fra den tidligere Kriegsmarine, en slags overgangsordning for den tyske flåde, hvilket gjorde at man i den efterfølgende Bundesmarine kunne trække på de erfarne folk fra Kriegsmarinen.
I 1956, da Vesttyskland blev optaget i NATO, oprettede man en ny flåde der blev benævnt den føderale flåde (Bundesmarine). Efter den tyske genforening i 1990 og tilgangen af enhederne fra den tidligere østtyske Volksmarine (Folkemarinen), blev det besluttet at benytte navnet Deutsche Marine.
I alt er der omkring 90 skibe i den tyske flåde med en samlet tonnage på omkring 200.000 tons. Udover disse skibe samarbejder Deutsche Marine med Søværnet omkring det danskudviklede Ark projekt. Dette projekt er ansvarlig for den strategiske transport for hele det tyske forsvar. Systemet består af tre chartrede RoRo skibe der altid står til rådighed for det danske og tyske forsvar. Når der ikke er noget behov for skibene vil de sejle som normale handelsskibe. De tre skibe har et samlet deplacement på 60.000 tons.

## Organisation

### 1. Flotille (Einsatzflottille 1)
- 1. Korveteskadre (1. Korvettengeschwader), Warnemünde
  - 5× Braunschweig-klassen
- 2. Ubådseskadre (1. Unterseebootgeschwader), Egernførde
  - 6× 212A-klassen
  - 3× Oste-klassen
  - 1x Elbe-klassen
- 3. MCM-eskadre[5] (3. Minensuchgeschwader), Kiel
  - 10× Frankenthal-klassen
  - 2× Ensdorf-klassen
- Støtteeskadren (Unterstützungsgeschwader)
  - 5× Elbe-klassen
- Ubådsuddannelsecenter (Ausbildungszentrum Unterseeboote), Egernførde
- Seebataillon (Egernførde)
- Flådens specialstyrkekommando (Kommando Spezialkräfte der Marine)

### 2. Flotille (Einsatzflottille 2)
- 2. Fregateskadre (2. Fregattengeschwader), Wilhelmshaven
  - 4× Brandenburg-klassen
  - 3× Sachsen-klassen
- 4. Fregateskadre (4. Fregattengeschwader), Wilhelmshaven
  - 4x Baden-Württemberg-klassen
- Støtteeskadren (Trossgeschwader), Wilhelmshaven/Kiel
  - 3× Berlin-klassen
  - 2× Rhön-klassen
  - 1x Rügen-klassen[6]
  - 1x Borkum-klassen[6]

### Marineluftflotillen (Flottille der Marineflieger)
- 3. Marinelufteskadre (Marinefliegergeschwader 3), Nordholz
  - 2× P-3 Orion, maritimt patruljefly[7]
  - 2× Dornier 228, transportfly/miljøovervågningsfly
- 5. Marinelufteskadre (Marinefliegergeschwader 5), Nordholz
  - 22× Lynx, til brug om bord på skibene
  - 18x NH-90 NTH Sea Lion

### Marinens special- og landstyrker (Spezialisierte Einsatzkräfte Marine, Marineschutzkräfte)
- Marinens Søfartsmedicinske Institut, Kiel (Schifffahrtmedizinische Institut der Marine)
- Marinens Musikkorps Nordsee, i Wilhelmshaven (Marinemusikkorps Nordsee)
- Marinens Musikkorps Ostsee, i Kiel (Marinemusikkorps Nordsee)
- 1× frømandskompagni (Kampfschwimmerkompanie)
- 1× minedykkerkompagni (Minentaucherkompanie)
- 2× marineinfanterikompagni (Marinekompanie)
- 1× Bevogtnings- og nærforsvarsbataljon (BON) (Marinesicherungsbataillon)
- 2× Landgangsfartøjer, Lachs (L762)[8] og Schlei (L765)

### Skolesejlskib (Segelschulschiff)
Gorch Fock.

Til sammenligning havde Kriegsmarine (anden verdenskrig): 4 Schlachtschiffe (slagskibe), 7 Sperrbrecherflotillen (24 krydsere), 7 Zerstörerflotillen, 14 Schnellbootflottillen, 33 Unterseebootflottillen og 32 Minensuchflottillen.

### Nyanskaffelser
- 4+2× F126-klassen[10] Fregat til ubådsjagt (Levering 2028)
- 2× 212CD-klassen[11] Ubåd (Levering 2032)
- 2x 707-klassen[12] Brændstoftransportør (Levering  2025)
- 3x 424-klassen[13] Rekognosceringsskib (Levering 2029)
- 31× NHI NH90 Sea Tiger[14] Fregat-helikopter (Levering 2025)

## Rangorden

### Officersgruppen
| NATO-rang   | OF-9    | OF-8        | OF-7          | OF-6             | OF-5            | OF-4             | OF-3             | OF-2                                 | OF-1                                  | OF(D)                                 | Kadet       |
| ----------- | ------- | ----------- | ------------- | ---------------- | --------------- | ---------------- | ---------------- | ------------------------------------ | ------------------------------------- | ------------------------------------- | ----------- |
| Distinktion |         |             |               |                  |                 |                  |                  |                                      |                                       |                                       |             |
| Tysk rang   | Admiral | Vizeadmiral | Konteradmiral | Flotillenadmiral | Kapitän zur See | Fregattenkapitän | Korvettenkapitän | Stabskapitänleutnant Kapitänleutnant | Oberleutnant zur See Leutnant zur See | Oberfähnrich zur See Fähnrich zur See | Seekadett   |
| Dansk rang  | Admiral | Viceadmiral | Kontreadmiral | Flotilleadmiral  | Kommandør       | Kommandørkaptajn | Orlogskaptajn    | Kaptajnløjtnant                      | Premierløjtnant Løjtnant              | Findes ikke                           | Findes ikke |

### Sergent og meniggruppen
| NATO rang   | OR-9              | OR-8          | OR-7           | OR-6                   | OR-5          | OR-4                              | OR-3                         | OR-2                | OR-1                                          |
| ----------- | ----------------- | ------------- | -------------- | ---------------------- | ------------- | --------------------------------- | ---------------------------- | ------------------- | --------------------------------------------- |
| Distinktion |                   |               |                |                        |               |                                   |                              |                     |                                               |
| Tysk rang   | Oberstabsbootsman | Stabsbootsman | Hauptsbootsman | Oberbootsman Bootsmann | Obermaat Maat | Oberstabsgefreiter Stabsgefreiter | Hauptgefreiter Obergefreiter | Gefreiter           | Matrose                                       |
| Dansk rang  | Chefsergent       | Seniorsergent | Oversergent    | Findes ikke            | Sergent       | Korporal                          | Marinespecialist             | Marineoverkonstabel | Marinekonstabel Marineelev Værnepligtig menig |